# United Victory
O United Victory é um clube de futebol com sede em Malé, Maldivas. A equipe compete no Campeonato Maldivo de Futebol.

## História
O clube foi fundado em 1973.

### Títulos
- Campeonato Maldivo 2ª Divisão: 1 (2015)